# Casa Pereira
La Casa Pereira es un edificio de estilo modernista, proyectado en la ciudad de Ferrol por el arquitecto gallego Rodolfo Ucha Piñeiro en 1912.

## Descripción
La singularidad de la fachada del edificio muestra una concepción novedosa al emplear dos módulos verticales claramente diferenciados entre sí, en lugar del clásico esquema de tres huecos independientes.
El diseño de cada uno de los elementos de ambos módulos está individualizado a partir del uso de diferentes materiales como madera, cemento, azulejo, ladrillo o hierro, que conforman un amplio despliegue de elementos ornamentales y que dotan al edificio de una distinción muy por encima de su dimensión y función real.
La innovación en el diseño del edificio se evidencia por el uso de un extenso repertorio de soluciones en los vanos, que va desde el hueco rectangular a los arcos o los círculos, rematados con balcones profusamente ornamentados, rejerías con sofisticadas formas y la profusión de decoración con motivos vegetales que intercalan elementos Secesión con otros de inspiración del modernismo centroeuropeo.
La casa Pereira pertenece al conjunto histórico-artístico del barrio de A Magdalena y a la ruta modernista de Ferrol.